# Hvozdnice (Hradec Králové-i járás)
Hvozdnice település Csehországban, a Hradec Králové-i járásban. Hvozdnice Těchlovice, Urbanice, Lhota pod Libčany, Libčany és Stěžery településekkel határos. Lakosainak száma 332 fő (2024. január 1.).

## Népesség
A település lakosságának változását az alábbi diagram mutatja:
| Lakosok száma | 222  | 211  | 219  | 180  | 163  | 182  | 221  | 222  | 261  | 332  |
|               | 1869 | 1890 | 1921 | 1950 | 1980 | 2001 | 2017 | 2019 | 2022 | 2024 |